# 拉塞尔·博登
拉塞尔·博登（英語：Russell Boaden，1969年12月15日—），澳大利亚男子帆船运动员。他曾代表澳大利亚参加2008年和2016年夏季残疾人奥林匹克运动会帆船比赛，获得一枚金牌和一枚铜牌。